# ルシゲニン
ルシゲニン(Lucigenin)は、化学発光等に用いられる芳香族化合物である。正式な化合物名は、bis-N-アクリジニウム硝酸塩である。青緑色の蛍光を発する。
生体に超酸化物イオンが存在するか否かのプローブとしても用いることができる。

## 合成
アクリドンまたはトルエンから合成される。